# 고마자와 대학 축구부
고마자와 대학 축구부(일본어: 駒澤大学サッカー部)는 일본 도쿄도 세타가야구에 위치한 고마자와 대학의 축구부이다.

## 역사
1931년에 창단된 뒤 대학 축구리그전 등의 각종 대회에서 우승을 기록하고 있다.